# 日耳曼鎮區 (印第安納州巴塞洛繆縣)
日耳曼鎮區（英語：German Township）是位於美國印地安納州巴塞洛繆縣的一個行政鎮區。

## 地方資料
根據2010年美國人口普查的數據，日耳曼鎮區的面積為81.10平方千米，當中陸地面積為80.90平方千米，而水域面積為0.20平方千米。當地共有人口7093人，而人口密度為每平方千米87.46人。